# La Verrerie
La Verrerie és un municipi suís del cantó de Friburg, situat al districte de la Veveyse.